# Camelin (culoare)
Culoarea camelină sau camelidă (latină camelinus) este o culoare brun-roșcat-gălbuie asemănătoare culorii cămilei. Este asemănătoare culorii bej (cafeniu-deschisă) și fov (galben-roșiatică).

## Note

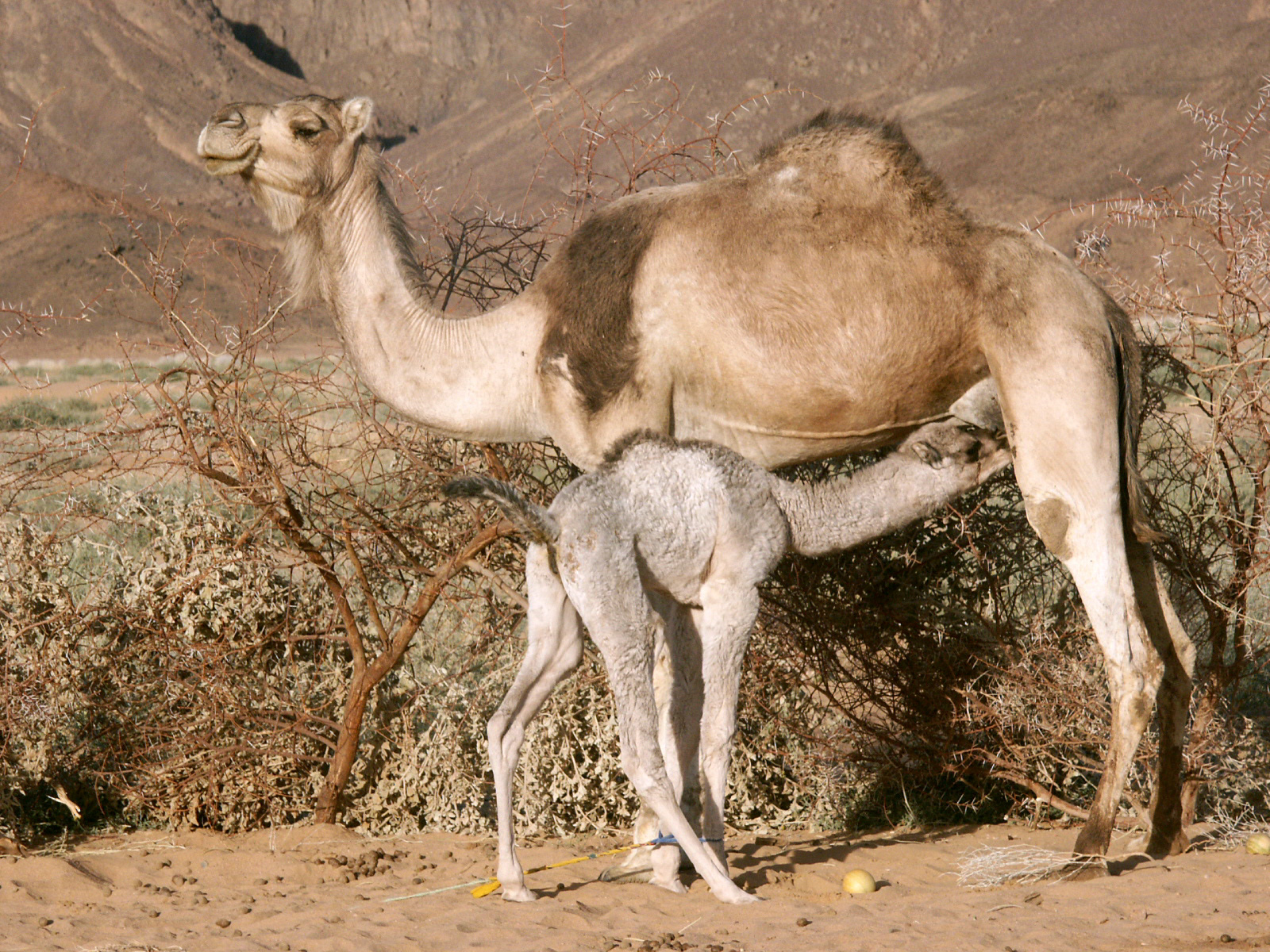
Culoarea camelină a cămilei
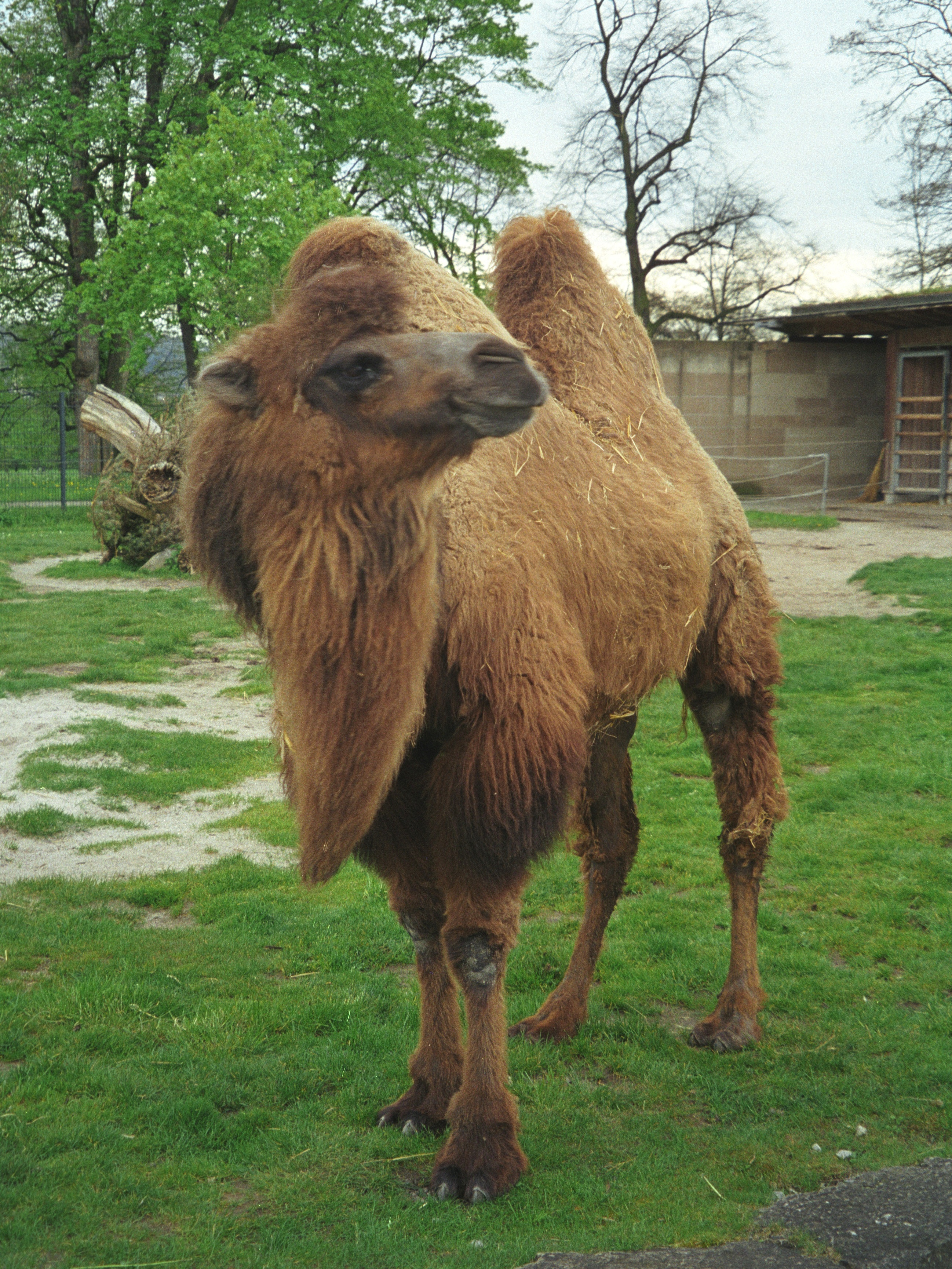
Culoarea cămilei
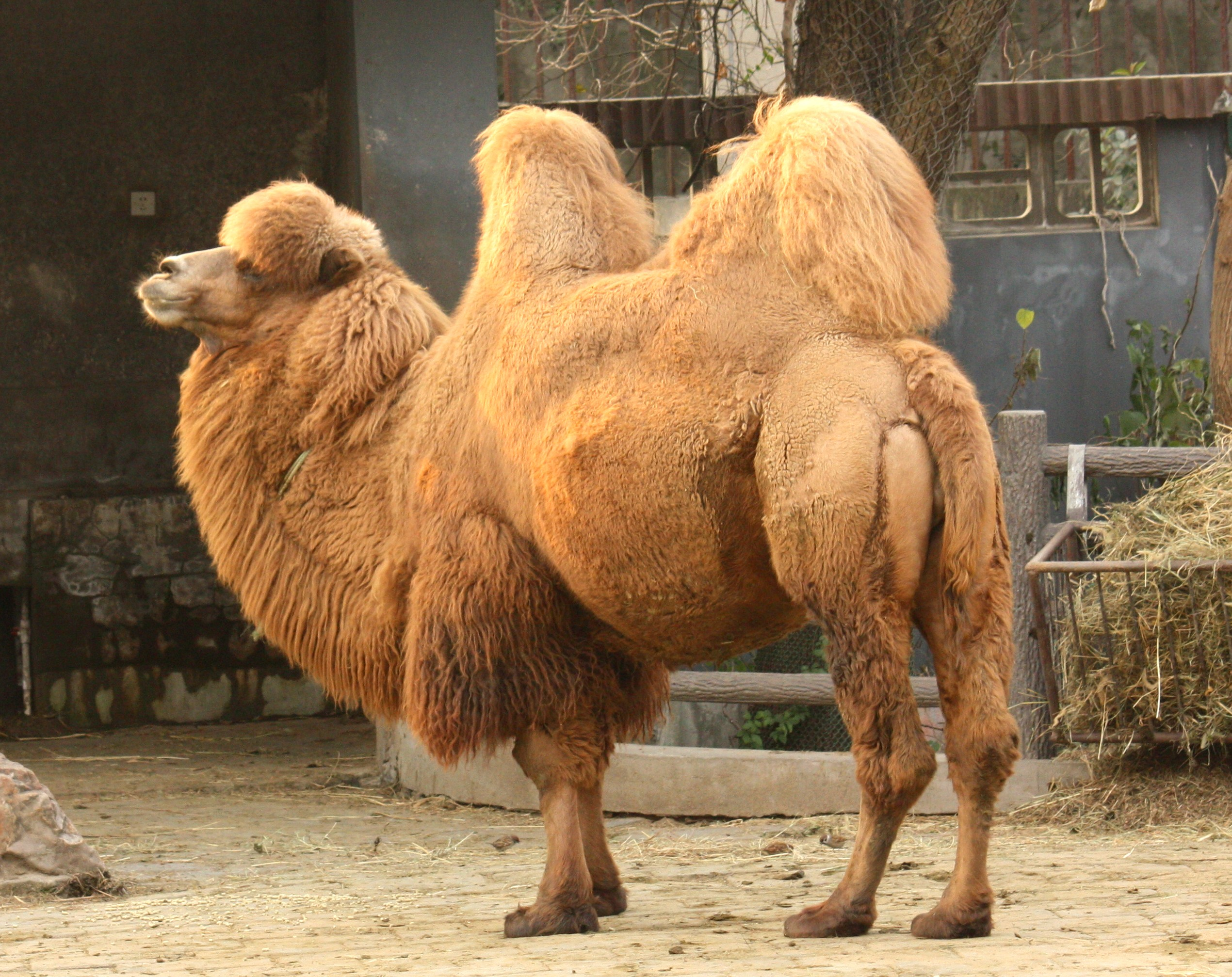
Culoarea camelină a cămilei